# باسیرو کانده
باسیرو کانده (انگلیسی: Baciro Candé؛ زادهٔ ۶ آوریل ۱۹۶۷) بازیکن فوتبال اهل گینه بیسائو است.
از باشگاه‌هایی که در آن بازی کرده‌است می‌توان به اشاره کرد.
وی همچنین در تیم ملی فوتبال گینه بیسائو بازی کرده‌است.